# Assembleia constituinte
Assembleia constituinte é um órgão colegiado que tem como função redigir ou reformar a constituição, a ordem político-institucional de um Estado, sendo para isso dotado de plenos poderes ou poder constituinte, ao qual devem submeter-se todas as instituições públicas.
Também é definido como a "reunião de pessoas, representantes do povo, que têm a responsabilidade de ditar a lei fundamental de organização de um Estado ou modificar a existente":
- Assembleia constituinte exclusiva que é um organismo criado dentro da ordem política e institucional de um Estado,[1] esta é dotada de plenos poderes, para propor uma reforma ou a criação de uma nova constituição. A assembleia é composta por parlamentares eleitos com a incumbência exclusiva de elaborar um texto constitucional, esta é declarada dissolvida assim que alcançado o objetivo;[2]
- Assembleia ordinária eleita entra em processo constituinte. Embora não obrigatoriamente, é comum convocar um referendo para a aprovação popular de uma nova oposição;
- A assembleia constituinte, sendo um órgão extraordinário, é dissolvida assim que a nova constituição, por ela elaborada, entra em vigor.

## No Brasil
| Duração     | Assembleia                      | Carta                           |
| ----------- | ------------------------------- | ------------------------------- |
| 1823        | Assembleia Constituinte de 1823 | Constituição brasileira de 1824 |
| 1890 - 1891 | Assembleia Constituinte de 1890 | Constituição brasileira de 1891 |
| 1933 - 1934 | Assembleia Constituinte de 1933 | Constituição brasileira de 1934 |
| -           | -                               | Constituição brasileira de 1937 |
| 1946        | Assembleia Constituinte de 1946 | Constituição brasileira de 1946 |
| -           | -                               | Constituição brasileira de 1967 |
| 1987 - 1988 | Assembleia Constituinte de 1987 | Constituição brasileira de 1988 |